# Gio Batta Paita
Giovanni Battista Paita (Follo, 24 giugno 1829 – La Spezia, 27 luglio 1901) è stato un politico italiano.

## Biografia
Nato nella frazione follese di Bastremoli, figlio di Giacinto Paita, un modesto ma intraprendente proprietario terriero già Sindaco di Follo nel 1847, e di Francesca Ferrari, Giobatta venne inizialmente avviato dal padre agli studi di legge presso l'Università di Genova ma il giovane, attratto dagli ideali mazziniani, si iscrisse alla Giovine Italia e aderì da subito alla politica abbandonando l'Università. Fu Sindaco del Comune natale all'età di 22 anni per i trentadue anni successivi, Sindaco della Spezia per tre mandati, dal 1889 al 1891, dal 1893 al 1893 e dal 1893 al 1897; ricoprì inoltre la carica di deputato al Parlamento a partire dal 1891.
Fu grande promotore di opere pubbliche che hanno lasciato il segno in tutto il territorio spezzino, tra le quali: la strada carrozzabile di Bastremoli, il porto mercantile della Spezia, lo spianamento del Colle dei Cappuccini con la demolizione del convento per collegare il centro città alla piana di Migliarina, il ponte di Ceparana nel 1889, la carrozzabile Bottagna - Piana Battolla e quella Fornola - Bottagna - La Spezia, il Canale Lunense e il quartiere operaio Umberto I della Spezia.
A Giobatta Paita sono stati dedicati un monumento sul lungomare della Spezia e la Calata mercantile.